# Casal de Rama
El Casal de Rama és un edifici reformat el 1963 per l'arquitecte Raimon Duran i Reynals, al veïnat de Rama, a la ribar dreta al municipi de Ripoll. El conjunt que inclou el casal, jardins, casa dels masovers, llac i la capella de la Mare de Déu de la Concepció, està protegit com a bé cultural d'interès local.

## Descripció
L'edifici va ser reformat sota la influència d'una síntesi classicista constant en l'obra de Raimon Duran. El casal de Rama és rodejat per un seguit d'espais exteriors acuradament enjardinats sota la influència de models italianitzants realitzats en la primera restauració de l'edifici. Més recent és la part executada segons la idea de jardí natural.